# Nos ha alcanzado el infierno
Nos ha alcanzado el infierno (en inglés: Hell Followed With Us) es una novela de terror para jóvenes adultos de 2022 del autor transgénero Andrew Joseph White. Se publicó con éxito comercial y de crítica. Actualmente se está produciendo una película animada basada en el libro, dirigida por la coproductora Lilly Wachowski.

## Trama
Benji, un adolescente trans, escapó del culto del fin del mundo que destruyó la población de la Tierra, pero ha sido afectado por un virus de arma biológica destinado a terminar el apocalipsis. Es rescatado por un centro LGBT local, y el líder le revela a Benji que el virus con el que está infectado lo mutará en un monstruo destructor de la humanidad. A pesar de esto, el líder autista del centro Nick, permite a Benji unirse a su grupo de rebeldes, bajo la condición de que controle su mutación.

## Temas e inspiración
El libro abordó temas como el fundamentalismo religioso, así como el colonialismo, el capitalismo y el ambientalismo. Kirkus Reviews elogió el libro por "abordar críticamente" la intersección entre la supremacía blanca y el colonialismo.
White citó los videojuegos Far Cry 5 y Dead Space como inspiración para el libro, así como la serie Escape from Furnace de Alexander Gordon Smith.
Al reseñar Hell Followed with Us, The School Library Journal señaló que "en casi todas las páginas aparecen descripciones vívidas de vísceras y sufrimiento sangriento", y señaló que atraería específicamente a los fanáticos de las películas de terror y del horror corporal.

## Recepción crítica
Hell Followed With Us ocupó el puesto número 10 en la lista de los libros más vendidos para jóvenes adultos del New York Times en agosto de 2022, y fue incluido en la lista de los libros independientes más vendidos del año hasta la fecha de 2023 de la Asociación Estadounidense de Libreros. La revista Paste lo incluyó en la lista de los mejores libros para jóvenes adultos de 2022.
Fue finalista del Premio Morris 2023 de la Asociación de Servicios Bibliotecarios para Jóvenes Adultos. Antes de su publicación, Lambda Literacy la presentó como una de las novelas para jóvenes adultos LGBTQIA+ más esperadas de junio de 2022.
El autor VE Tirado encargó una binder personalizado basada en la novela, obteniendo una atención significativa.

## Próxima adaptación cinematográfica
Trustbridge Entertainment adquirió los derechos cinematográficos de Hell Followed with Us en 2024. Se afirma que el proyecto será una película inspirada en el anime y está siendo producido en parte por Lilly Wachowski de la franquicia Matrix.